# Stade de France
A Stade de France (IPA: [stad də fʁɑ̃s]) Franciaország nemzeti stadionja, amely Párizstól északra, Saint-Denis településen található. A 80 698 férőhelyes befogadóképességével a hatodik legnagyobb stadion Európában. A stadiont a francia labdarúgó-válogatott és a francia rögbiválogatott használja nemzetközi versenyeken. Ez a legnagyobb stadion Európában az atlétikai versenyek számára, ebben a konfigurációban 78 338 férőhelyes. Ennek ellenére a stadion futópályája többnyire a futballpálya alatt helyezkedik el. Az eredetileg az 1998-as labdarúgó-világbajnokságra épült stadion nevét Michel Platini, a szervezőbizottság vezetője javasolta. 1998. július 12-én Franciaország 3-0-ra legyőzte Brazíliát az 1998-as labdarúgó-világbajnokság döntőjében, amelyet a stadionban rendeztek. A 2024. évi nyári olimpiai játékok atlétikai versenyeinek fog otthont adni. A 2023-as rögbi-világbajnokság mérkőzéseinek is helyszíne lesz. A 2022-es ukrajnai orosz inváziót követően bejelentették, hogy a 2022-es UEFA Bajnokok Ligája-döntőt a Gazprom Arénából a Stade de France-ba helyezik át.
Az UEFA által 4-es kategóriájú stadionként jegyzett Stade de France otthont adott az 1998-as FIFA-világbajnokság mérkőzéseinek, valamint a 2000-es, 2006-os és 2022-es UEFA Bajnokok Ligája-döntőknek. Ezen kívül az 1999-es és a 2007-es rögbi-világbajnokságnak is helyet adott, így ez egyike annak a két stadionnak a világon, amely egyaránt rendezett labdarúgó-világbajnoki döntőt és rögbi-világbajnoki döntőt (a yokohamai Nissan Stadion mellett). Hét mérkőzésnek is a helyszíne volt a 2016-os labdarúgó-Európa-bajnokság során, köztük a döntőnek is, ahol Franciaország hosszabbítás után 1-0-ra kikapott Portugáliától. A létesítmény 2004-ben, 2005-ben és 2006-ban a Race of Champions autóversenynek is otthont adott. A stadionban rendezték meg a 2003-as atlétikai világbajnokságot, 1999-től 2016-ig pedig az évente megrendezett Meeting Areva atlétikai találkozót.
Hazai vonatkozásban a Stade de France a párizsi rögbi klubok, a Stade Français és a Racing 92 másodlagos otthona, amely néhány rendes szezonbeli mérkőzésüknek nyújt helyet. A stadion ad otthont a legfontosabb francia hazai kupadöntőknek is, amelyek közé tartozik a Coupe de France (labdarúgás és rögbi), a Coupe de la Ligue, a Challenge de France és a Coupe Gambardella, valamint a Top 14 rögbiuniós bajnoki mérkőzés.
A létesítmény tulajdonosa és üzemeltetője a Stade de France konzorcium.

## Történet
A döntés az új stadion építéséről akkor született, amikor Franciaország 1992. július 2-án elnyerte az 1998-as labdarúgó-világbajnokság rendezési jogát. Ennek eredményeként az ország és a Francia labdarúgó-szövetség elkötelezte magát egy 80 000 fős stadion megépítése mellett.
1998. július 12-én itt játszották a Franciaország-Brazília világbajnoki döntőt, amelyet Franciaország nyert 3-0-ra. Itt rendezték még az 1999-es rögbi-világbajnokságot, a 2003-as atlétikai világbajnokságot, a 2007-es rögbi-világbajnokságot, a 2000-es UEFA-bajnokok ligája-döntőt, a 2006-os UEFA-bajnokok ligája-döntőt és itt rendezik a 2024. évi nyári olimpiai játékok nyitó (és záró) ünnepségét.
Amikor 2016-ban Franciaország rendezte a labdarúgó-Európa-bajnokságot, a torna döntőjét ebben a stadionban rendezték.